# 249 г. пр.н.е.
249 (двеста четиридесет и девета) година преди новата ера (пр.н.е.) е година от доюлианския (Помпилийски) римски календар.

## Събития

### В Римската република
- Консули са Публий Клавдий Пулхер и Луций Юний Пул.
- В Рим за първи път се провеждат Секуларните игри (Ludi Saeculares).[1][2]
- В хода на Първата пуническа война римските сили предвождани от консула Пулхер претърпяват тежко поражение в морската битка при Дрепана като картагенските сили на адмирал Адхербал унищожават или пленяват 93 от общо 123 римски кораби.[1]
- Римски флот командван от консула Пул претърпява тежки загуби след като, за да избегне битка с Адхербал плава в близост до брега и много кораби се разбиват в скалите край нос Пахинус.
- Римляните превземат Ерикс.[1][2]

### В Гърция
- Александър от Коринт се разбунтува и обявява независимост от Македония, с което откъсва Коринт, Халкида и голяма част от Евбея от властта на Антигон II Гонат.[3][4][notes 1]

## Починали
- Деметрий, цар на Кирена

Бележки:
1. ↑  Годината е посочена в източниците като най-вероятна